# Casa Negustorilor din Brașov
Casa Negustorilor, monument de arhitectură din orașul Brașov (cod LMI BV-II-m-A-11573), a fost construită între anii 1541-1547 de Apollonia Hirscher, văduva judelui Brașovului, Lukas Hirscher. De-a lungul vremii, clădirea a purtat denumiri diferite precum „Podul Bătușilor” sau „Casa Hirscher”.

## Istoric
Clădirea Casei Negustorilor a fost construită pe Șirul Florilor (latura de est a Pieței Sfatului) de către Apollonia Hirscher, cea mai bogată femeie din Brașov în secolul al XVI-lea. Apollonia s-a născut la Sibiu și s-a mutat la Brașov după căsătoria cu Lukas Hirscher, judele orașului. După moartea soțului ei în anul 1541, ea a moștenit și a condus cu pricepere afacerile familiei care se întindeau până în Austria și în Turcia și a fost considerată parte din Patriciatul Săsesc al vremii.
Pe lângă talentul în afaceri, Apollonia Hirscher, cu vederi mai largi decât mulți dintre compatrioții ei brașoveni, a ținut mult la comunitatea în care a trăit, a întemeiat mai multe fundații și a donat o mare parte din averea ei orașului.
Printre numeroasele ei donații s-a numărat și „Casa Negustorilor“, o clădire impunătoare, finalizată în 1545, Apollonia dorind să dea negustorilor brașoveni o hală mare de vânzare, cu un târg permanent de mostre.

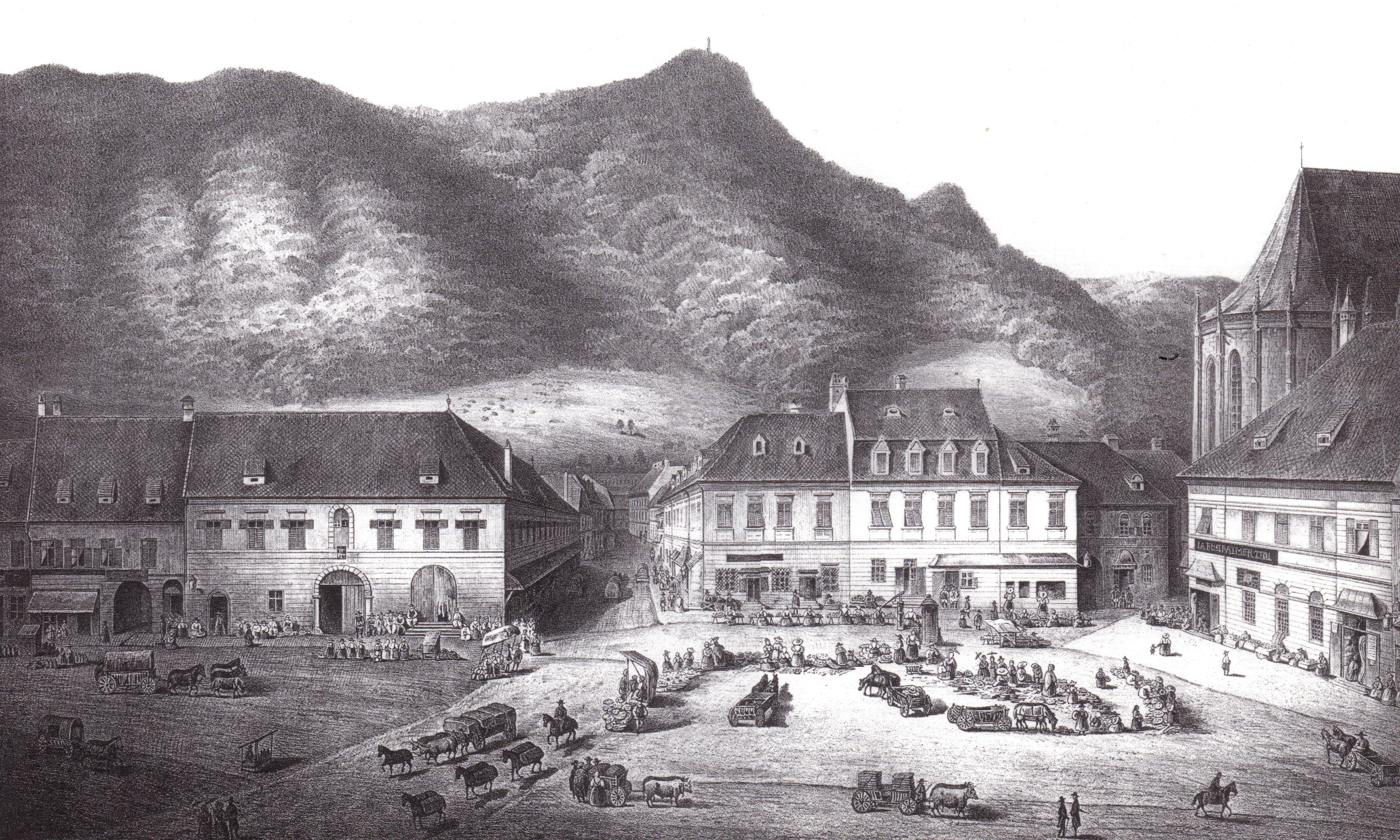
Casa Negustorilor din Piața Sfatului în anul 1848

Clădirea a fost construită ca o imensă piață acoperită, aici venind negustorii și meșteșugarii vremii pentru a-și vinde marfa. 
Casa Negustorilor a fost inspirată după un model italian care permitea intrarea în curte a căruțelor cu mărfuri, pentru a putea fi descărcate în interior. În acea vreme aici se putea găsi practic tot ce avea nevoie o comunitate în materie de mărfuri.
Arcadele Casei Negustorilor scuteau pe negustori să-și desfacă și să-și vândă marfa în ploaie (la fel ca în Berna).
În perioada medievală Brașovul a fost un mare centru comercial și aici au existat aproximativ 50 de bresle.
Noua clădire a devenit imediat un loc de desfacere a mărfurilor executate de diferite bresle, în special cea a cizmarilor, de unde și denumirea de „Podul Bătușilor” („bătuș” însemnând cizmă).
Odată cu slăbirea și mai apoi dispariția breslelor, Casa Negustorilor și-a pierdut destinația sa tradițională și a devenit în cele din urmă restaurant, dar și, conform unui proces verbal din data de 12 august 1939, sediu de policlinică și de prăvălii (aici existând atunci o librărie, o fierărie, o drogherie, patru măcelării, o prăvălie de cafea, o pravălie pentru fructe, etc).
Clădirea a fost restaurată în anii 1961 – 1962 sub conducerea arhitectului Günther Schuller.
În timpul comunismului aici a funcționat cunoscutul restaurant „Cerbul Carpatin”. În prezent, clădirea este declarată monument istoric și adăpostește galerii comerciale, o cafenea și un restaurant.

## Arhitectură
Clădirea a ocupat primul loc ca mărime între construcțiile civile ale Brașovului din secolul al XVI-lea, având lungimea de 67,40 metri și fiind alcătuită din două pavilioane separate printr-o curte interioară, unite la extremitățile frontale. Stâlpii de piatră, amintind stilul Renașterii, arcadele de la parter și cele de la etaj, acoperișul abrupt acoperit cu țiglă roșie, coborât până sub limita superioară a zidurilor, dau construcției un aspect solid și masiv.
Intrarea arcuită dinspre Piața Sfatului, care a păstrat forma inițială, reprezintă principala intrare a clădirii. Vestigiile unor vechi ziduri amintesc configurația din trecut a pavilionului, cu două birouri și două magazii mari, destinate probabil oficiului vamal. Pivnița spațioasă, cu bolți largi și masive, era compartimentată în partea dinspre piață, potrivit structurii încăperilor de la parter. O parte din pivniță era însă special amenajată pentru păstrarea vinurilor.
Puternicul incendiu de la 1689, precum și cele ulterioare, au afectat și Casa Negustorilor. Între 1759-1847 au avut loc transformări arhitecturale radicale care au adus construcția în forma ei actuală.

## Galerie

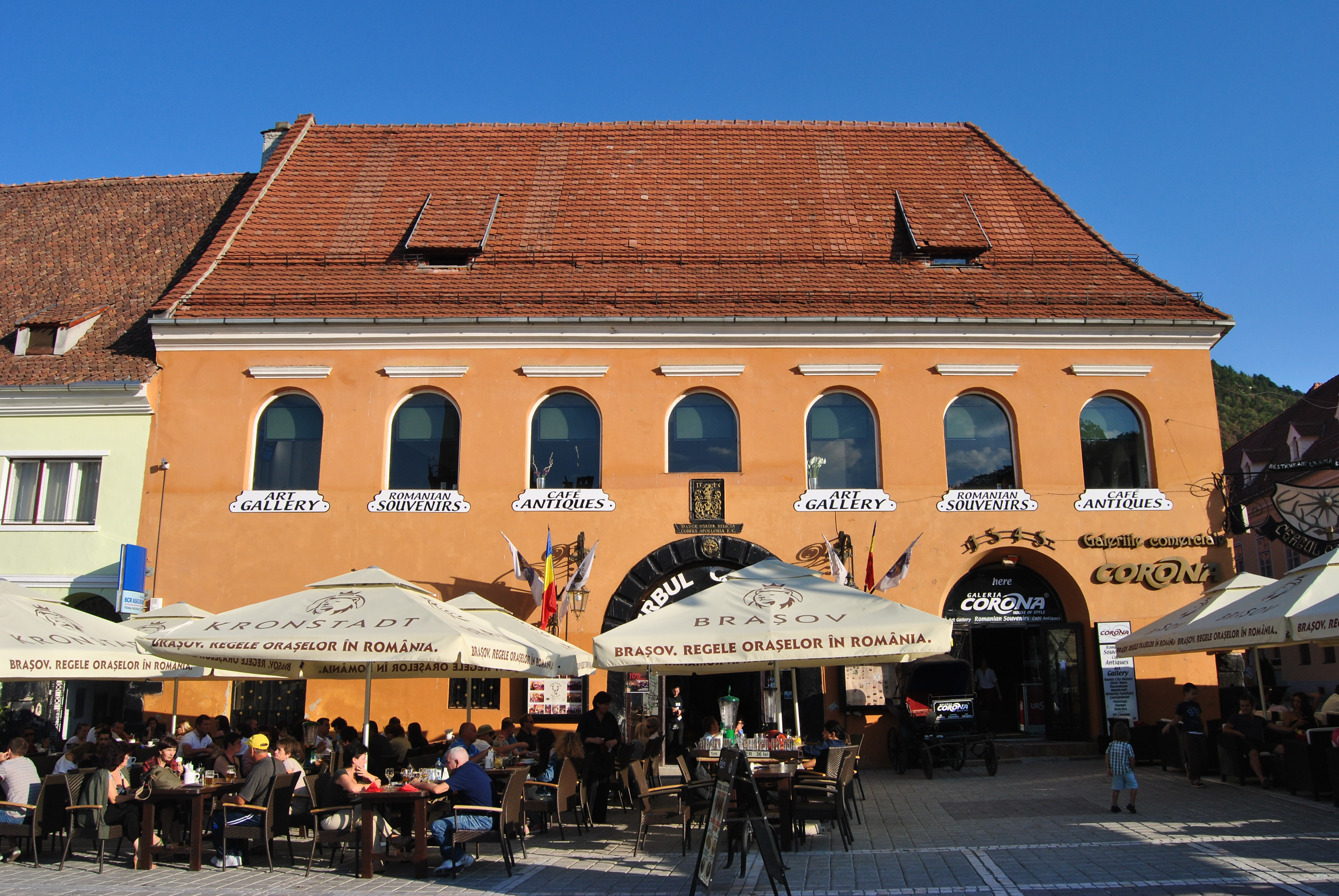
Casa Negustorilor
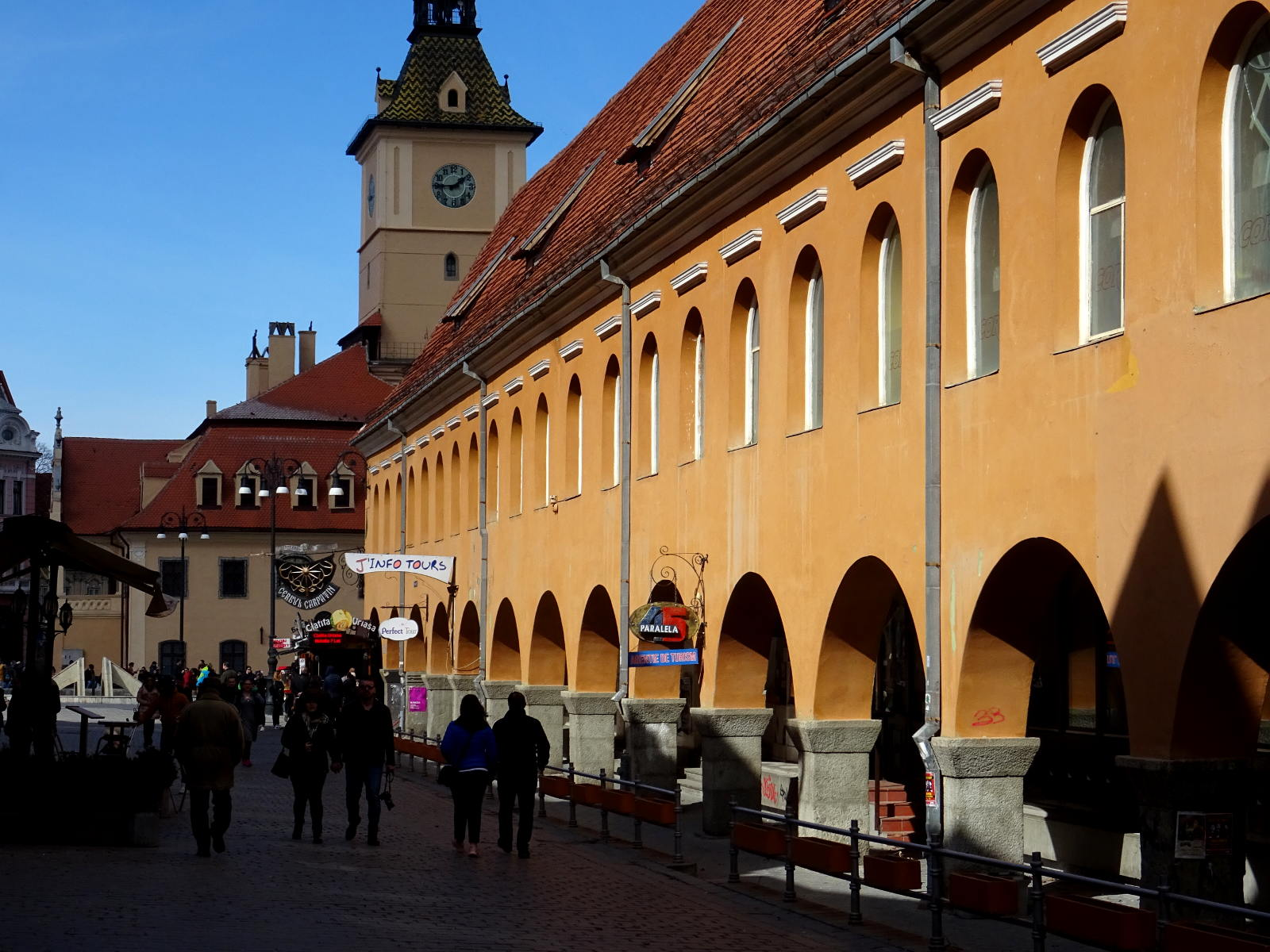
Casa Negustorilor, latura din str. Hirsher
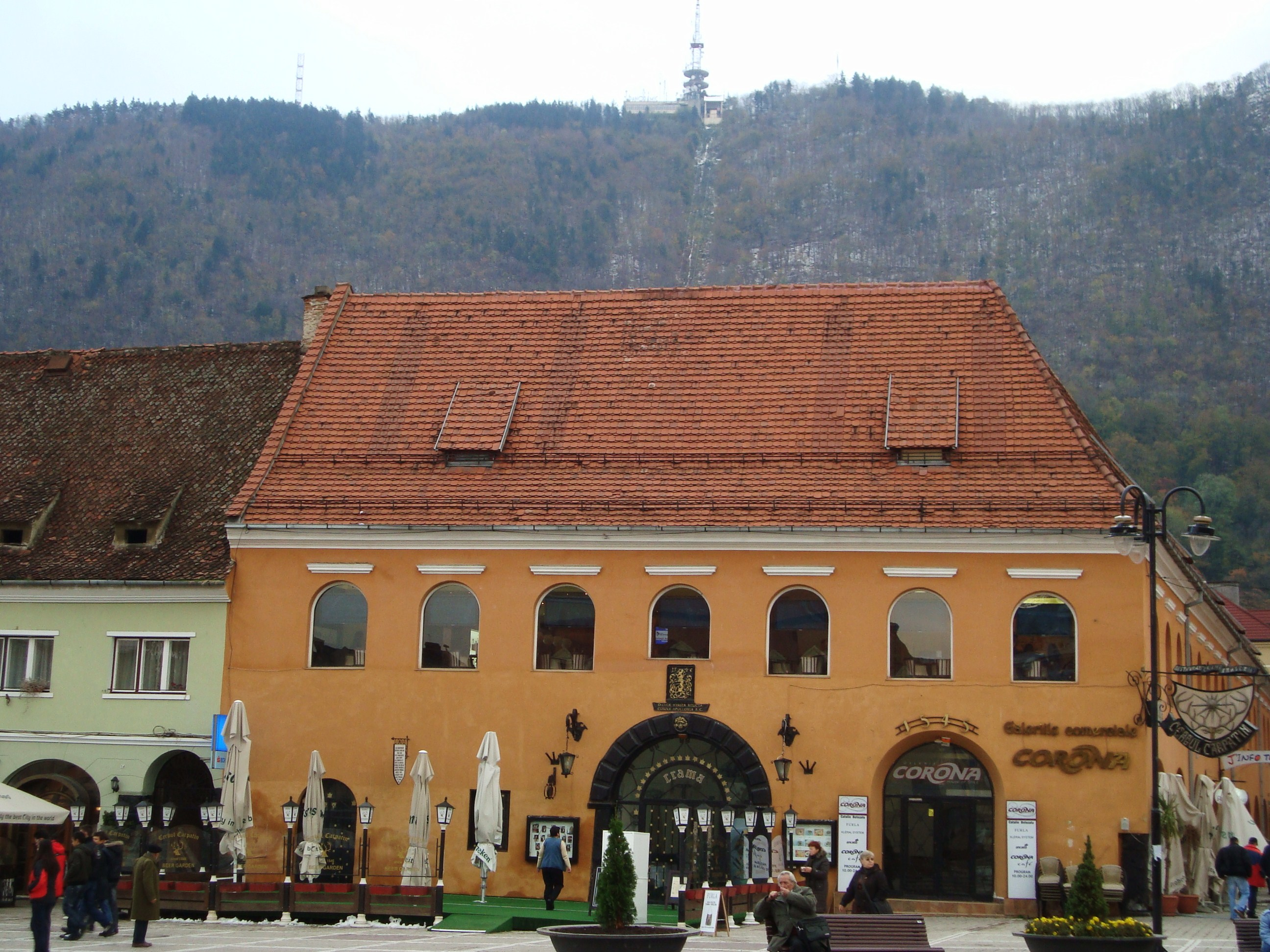
Casa Negustorilor și Tâmpa
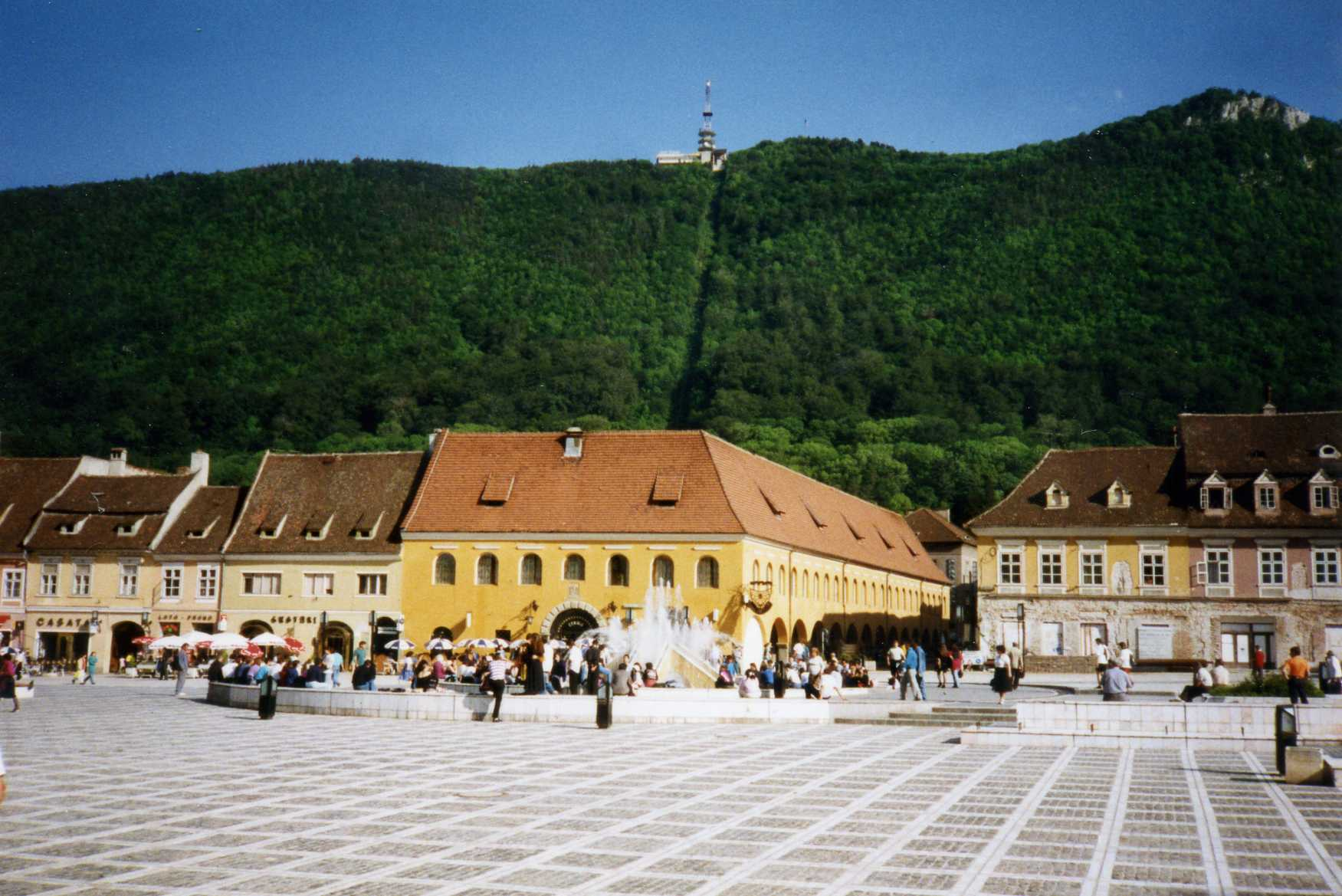
Piața Sfatului cu Casa Negustorilor
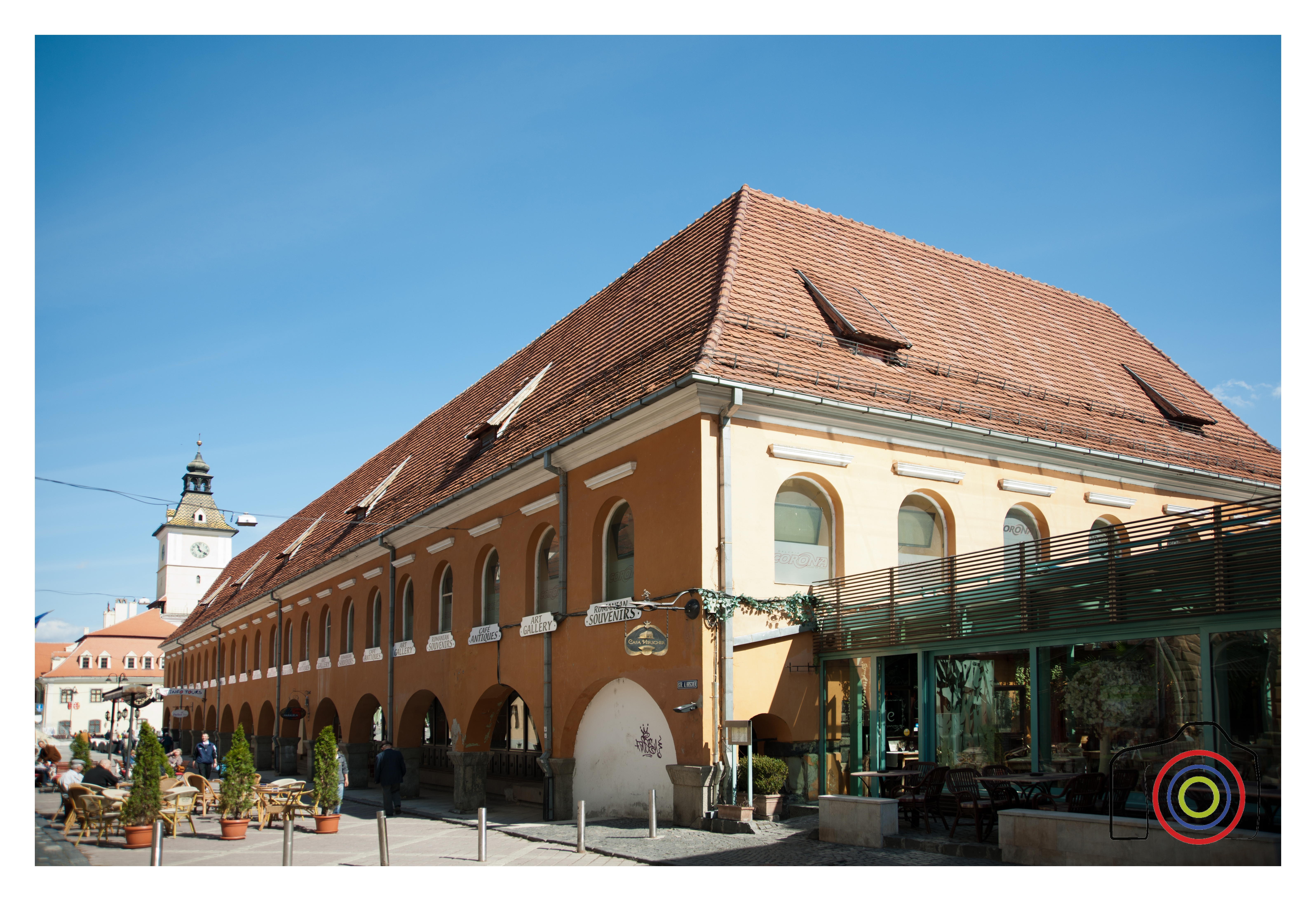
Vedere spre Piața Sfatului
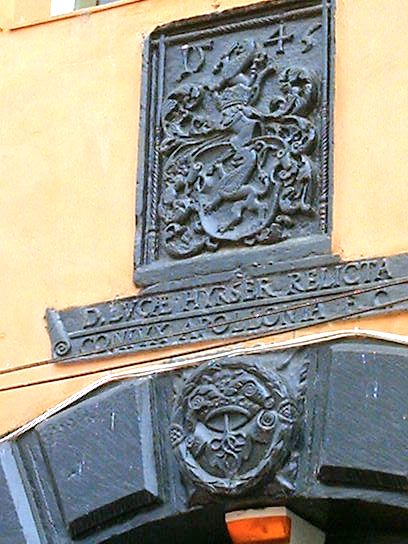
Detaliu deasupra intrării principale